# Ogün Altıparmak
Ogün Altıparmak (ur. 10 listopada 1938 w Adapazarı, zm. 2 lutego 2025) – piłkarz turecki grający na pozycji napastnika. W swojej karierze rozegrał 32 mecze w reprezentacji Turcji i strzelił w niej 6 goli.

## Kariera klubowa
Karierę piłkarską Altıparmak rozpoczął w klubie Karşıyaka SK z Izmiru. W 1955 roku awansował do kadry pierwszej drużyny i w sezonie 1955/1956 zadebiutował w niej w drugiej lidze tureckiej. W 1958 roku awansował z nim do pierwszej ligi. W Karşıyace grał do końca sezonu 1962/1963.
Latem 1963 roku Altıparmak przeszedł do Fenerbahçe SK ze Stambułu. Już w debiutanckim sezonie wywalczył z Fenerbahçe mistrzostwo Turcji, a rok później obronił z tym klubem tytuł mistrzowski. Z kolei w 1967 roku zdobył zarówno Puchar Bałkanów, jak i Puchar Turcji. W 1968 roku po raz trzeci został mistrzem kraju. W 1968 roku odszedł do Washington Whips ze Stanów Zjednoczonych, ale już w 1969 roku wrócił do Fenerbahçe. W sezonie 1969/1970 został z Fenerbahçe mistrzem kraju, a w sezonie 1970/1971 z 16 golami został królem strzelców tureckiej ligi. Był to też jego ostatni sezon w karierze.

## Kariera reprezentacyjna
W reprezentacji Turcji Altıparmak zadebiutował 8 października 1961 roku w przegranym 0:4 towarzyskim meczu z Rumunią. W swojej karierze grał w eliminacjach do MŚ 1962, Euro 64, MŚ 1966, Euro 68 i MŚ 1970. Od 1961 do 1968 roku rozegrał w kadrze narodowej 32 mecze i strzelił w nich 6 goli.